# Куклес, Яков Васильевич
Я́ков Васи́льевич Куклес (24 февраля 1876, Харьков — 1964) — русский, советский гобоист и исполнитель на английском рожке, артист оркестра Большого театра и Персимфанса, преподаватель Ленинградской консерватории, заслуженный артист РСФСР.

## Биография
Яков Куклес обучался игре на гобое в Харьковском музыкальном училище Русского музыкального общества в 1890—1898 годах. В 1898—1899 годах он продолжил обучение в Берлинской консерватории.
С 1906 по 1922 год Куклес играл в оркестре Московского Большого театра, а с 1922 по 1932 — в Персимфансе. Позже он работал в Ленинграде. В 1936 году ему было присвоено звание заслуженный артист РСФСР. В 1942—1943 годах Яков Куклес преподавал в Ленинградской консерватории. Его дальнейшая судьба неизвестна.

## Творчество
По свидетельству трубача Сергея Болотина: 
Игра Куклеса отличалась редким по красоте тембром и выразительностью звука. Тонкий музыкант, он был мастером проникновенной кантилены. Одной из вершин его искусства было соло английского рожка в симфонической поэме «Дон Жуан» Рихарда Штрауса.
.